# Upside Out
 (janvier 2025).
Upside Out est un CD du Riverside City College Jazz Ensemble et combo, sorti en 2003 sur le label Sea Breeze Vista Jazz. Le critique Jack Bowers écrit : « Un album constamment gratifiant par un ensemble et un trio de jazz de niveau universitaire de premier ordre. »  Plus notablement, le CD continue d'être diffusé à travers le pays grâce à l'accueil enthousiaste réservé à la musique de cet enregistrement.

## Contexte
Le Riverside City College Jazz Ensemble existe depuis plus de 40 ans. Les combos sont des sous-groupes d’un ensemble plus grand. Le CD Upside Out de 2003 est le résultat de la cohérence maintenue par le département d'études de jazz du Riverside City College. Les étudiants à temps plein constituent le personnel des groupes de spectacle et maintiennent un emploi du temps chargé de représentations et de dates d'enregistrement. En plus de produire le CD Upside Out (et d'autres), les groupes de jazz du RCC ont également fait des tournées à l'UNC Greeley, à Reno, aux festivals de jazz de l'Université du Texas, et ont également fait des tournées au Japon et à Hawaï. Le groupe a terminé à la première place dans la division Big Band de 2 ans lors du Festival de jazz de l'Université du Nevada à Reno en 2010. Parmi les artistes invités de ce groupe ces dernières années figurent Carl Saunders, James Moody, Bob McChesney, Mike Stern, Poncho Sanchez, Gary Foster, Alex Iles, Brandon Fields, The Airmen of Note, Bill Reichenbach, Lanny Morgan, Kye Palmer, Kim Richmond et Rick Margitza. L'ensemble commande également chaque printemps de nouvelles œuvres pour le Jazz Ensemble. Les commandes récentes proviennent de compositeurs de jazz renommés tels que Bob Curnow, Jack Cooper (qui a composé la chanson titre d'Upside Out ), David Caffey, Matt Harris, James Miley, Glenn Morrissette, Steven Schmidt et Sandy Megas.

## Promotion
La musique du CD a été jouée plusieurs fois lors de la tournée du RCC Jazz Ensemble, notamment lors d'une tournée de concerts au Japon et de représentations au Reno Jazz Festival et à la Convention IAJE . Le CD a été distribué dans tous les États-Unis aux stations de radio, 91,3 KVLU-NPR a rapporté dans sa playlist de janvier 2004 qu'Upside Out avait reçu une diffusion « intensive », ce qui n'était pas un accueil inhabituel pour le CD.

## Réception
Le CD a été acclamé par la critique et a continué à être diffusé dans tout le pays par des disc-jockeys de jazz en raison du haut niveau de musique et de talent musical du CD. Il existe de nombreux exemples de cette diffusion continue sur les stations de jazz telles que WBIO (IN), WPKN (CT), WAER (NY) et KSDS (CA).
"...En d'autres termes, cet ensemble de jazz post-bop est d'un niveau supérieur à presque tous les autres enregistrements universitaires, et les musiciens semblent avoir 30 ans plutôt que 20. Sea Breeze, un label qui a largement documenté les orchestres universitaires et lycéens, tient un grand succès avec Upside Out."
Scott Yanow, Guide Allmusic 

## Liste des chansons
Toutes les chansons sont écrites et composées par individual composers and arrangers.
| 1.    | Are We There Yet? (Lyle Mays, arr. Bob Curnow)                | 6:13  |
| 2.    | Upside Out (Jack Cooper)                                      | 9:18  |
| 3.    | Widow's Walk (Rick Margitza, arr. Dan Gailey)                 | 8:36  |
| 4.    | The Third Wind, (Lyle Mays and Pat Metheny), arr. Sandy Megas | 11:52 |
| 5.    | Seven Eleven (Chris Potter, arr. Paul White)                  | 7:43  |
| 6.    | Bumbershoot (Béla Fleck)                                      | 6:02  |
| 7.    | Wondering (Shane Jordan)                                      | 3:50  |
| 8.    | Donna Lee (Charlie Parker)                                    | 5:32  |
| 9.    | Nasty Dance (Bob Brookmeyer)                                  | 12:38 |
| 73:43 |                                                               |       |

## Séances d'enregistrement
- Titres 1 à 8 - 2002/2003, enregistrés au Riverside Community College, Riverside, Californie (en studio)
- Titre 9 - 2003 Longhorn Jazz Festival, Austin, TX (en direct)

## Personnel

### Musiciens
- Chef d'orchestre : Charlie Richard
- Saxophones et bois : Travis Alegria, Kelly Corbin, Ioana Fleming, Jason Jamerson, Demetrius Patin, Bill Preci, Trevor Shiffermiller, James Reinbolt, Jaime Royal, Gerry Whitaker
- Trompettes et bugles : Everardo Aguilar, Kinkch Degrate, Paul Karandos, Tatsuya Koyama, Brian Mantz, Don Marino II, Carlos Villa, Kevin Young
- Trombones : Dan Bigler, Diane Bigler, Rick Covarubias, Frank Hickman, Joe Martinez, Marcos Rodriguez, Nicholas Terwilliger, Aaron Wharton
- Guitare : James DePrato, Josh Miller, Erin Von Pingle
- Piano : David Peoples, Erin Von Pingle
- Basse : Bill Dickson, Shane Jordan, Ferrari Watts
- Batterie : Jon McCammon, Dan Rocadio, Chad Villarreal
- Percussions : Michael Gaylord, Anna Perotta, Angela Thomas

### Production
- Ingénieur du son, mixage : Charlie Richard
- Mastering: DJ Alverson
- Notes de pochette : David Caffey
- Couverture et conception graphique : Joan Rovan Wales

## Graphiques
| Année | Graphique                  | Taper | Chanson/Album | Position | Date du graphique |
| ----- | -------------------------- | ----- | ------------- | -------- | ----------------- |
| 2004  | JazzWeek Airplay Reporting | Album | Upside Out    | 164      | 6 février 2004    |